# 高野號列車
高野（日语： Kōya */?）號列車是由南海電氣鐵道營運的特急列車。主要途經南海高野線。此條目將同時記載也於高野線上行走的特急「林間」。
「高野」是行走於難波站至極樂橋站之間，「林間」則行走於難波站至橋本站之間。

## 運行概況

### 高野
「高野」是行走於難波站至極樂橋站之間，只於日間時段行走，平日設有4個往返班次，星期六及假日設有6個下行班次和7個上行班次。所有班次以4卡編成，並且全車為指定席。下行列車行走於橋本站至極樂橋站之間時，車內會進行廣播，介紹高野山的觀光資訊（內容與纜索鐵路差不多）。
特急「高野」的英文名稱為「Ltd. Exp. KŌYA」，從前的英文名稱為「SUPER EXPRESS KŌYA」（「SUPER EXPRESS」直譯為超特急，現時新幹線的列車會使用該英文名稱）。
在冬季進行車輛定期檢査期間，星期六及假日的班次會改為「林間」或暫停服務。而可駛入極樂橋站的特急車輛只有30000系和31000系共3抽，在星期六及假日通常3抽列車都是在營運中，不會停留車廠內，因此也發生因定期檢査使車輛不足。即使11000系進行車輛檢査也好，「林間」列車班次也不會改行「高野」列車班次。而當車輛進行檢查使班次有所變更時，車站內會張貼公告通知乘客。

### 林間
「林間」是行走於難波站至橋本站之間，只於早上、黃昏與晚上行走。與「高野」同樣，所有車廂都是座位指定席。以4卡或8卡編成行走。8卡編成班次只有平日早上1個往返班次。在2000年12月22日前，所有班次都是4卡編成。特急「林間」的英文為「Ltd. Exp. RINKAN」。
大部分「林間」班次可於橋本站轉乘來往極樂橋站或高野下站的列車。因此下行班次與急行同樣，列車名稱會冠上「高野山、極樂橋聯絡」或「高野下聯絡」這些資訊。使「林間」不只是服務其行走區間，還可輔助「高野」、快速急行和急行的班次，也擔當起連接高野山的責任。而來往難波至高野山之間，透過乘坐「林間」再轉乘列車的時間（特別是轉乘時間較短的組合），與直接乘坐「高野」的時間差不多，連同轉乘時間需時1小時25至30分左右。
另外在早上繁忙時間，上行前往難波的急行列車可於河內長野站轉乘特急「林間」。在黃昏繁忙時間起，下行部分前往林間田園都市的列車可於河內長野站轉乘特急「林間」。
上述提及，當車輛進行定期檢査時，星期六及假日的「高野」班次會由「林間」替代。另外，因人身事故等原因使列車服務中斷時，會與泉北線直通的一般列車和泉北Liner同樣暫停服務。

### 高野·林間
在2000年12月23日至2015年12月4日期間，「高野」和「林間」會串聯運輸。在難波站至橋本站之間以8卡編成（靠近極樂橋一方為4卡編成的「高野」，靠近難波一方為4卡編成的「林間」），在橋本站至極樂橋站之間單獨以「高野」的身份以4卡編成行走。列車在橋本站併結和分離車廂。在列車資訊等地方會以（英文名稱為「Ltd. Exp. KŌYA & RINKAN」）標記此列車。
當初只有平日1個往返班次。在2005年10月16日起，於星期六及假日增加1班下行班次。但是在2013年10月26日起，只剩下下行1班（平日與星期六及假日）。在2015年12月5日時間表修正起被廢除。而「高野·林間」班次會使用4卡17米級車輛和4卡20米級車輛結併運輸。在日本中使用兩抽不同長度級數連結運輸的情況也出現在新幹線上，E3系「翼」會與E2系結併，E6系「小町」會與E5系結併運輸。

### 停車站
「高野」與「林間」均停靠下列停車站（但是上述提及，「林間」只停靠難波站至橋本站之間）
- 難波站 - 新今宮站 - 天下茶屋站 - 堺東站 - 金剛站 - 河內長野站 - 林間田園都市站 - 橋本站 - 極樂橋站
  - 「高野」在開設當初設有不停站班次。後來增加停車站，參見歷史一節。
  - 在橋本站至極樂橋站之間雖然不停站，但是由於會駛經交會設備的車站，因此會可能運輸停車。

### 特急費用
「高野」與「林間」均使用同一套費用系統。以下為成人特急費用（小童半價。四捨五入到最接近的10日圓）。
- （難波、新今宮、天下茶屋、堺東）- 極樂橋之間：790日圓
- 其他區間（難波 - 橋本、金剛 - 極樂橋區間內）： 520日圓

另外，當轉乘南方的座位指定車廂、Rapi:t或泉北Liner時沒有轉乘優惠，需要另外計算其他區間的費用。

### 車輛、設備
- 30000系（日语：南海30000系電車）
- 31000系（日语：南海31000系電車）
這些車輛被稱為Zoom車（日语：ズームカー），可行走高野線的山區路段。這些車輛可行走「高野」和「林間」班次。但是車輛數目十分少（30000系只有2抽，31000系只有1抽），沒有後備車輛。當這些車輛進行檢査時，會使用11000系行走「林間」班次。在過去多客時期，會使用一般車輛2000系（日语：南海2000系電車）（在車輛故障或檢査等緊急情況時也會代行[2]）。在這個情況下，雖然仍然會設有列車愛稱，但是不需要支付特急費用。
- 11000系（日语：南海11000系電車）
這個車輛不是Zoom車，只可行走「林間」班次。在「泉北Liner」開始營運的2015年起，當Zoom車進行檢查時，此列車會代行「林間」班次，而「泉北Liner」會使用12000系（日语：南海12000系電車）代行。
- 12000系（日语：南海12000系電車）
這個車輛不是Zoom車，只可行走「林間」班次。在2022年發生30000系出軌事故，以及2023年31000系進行定期檢査使高野線特急編成不足。因此於2023年1月9日晚上起，在約1個月期間，部分「林間」班次使用12001F代行[3]。

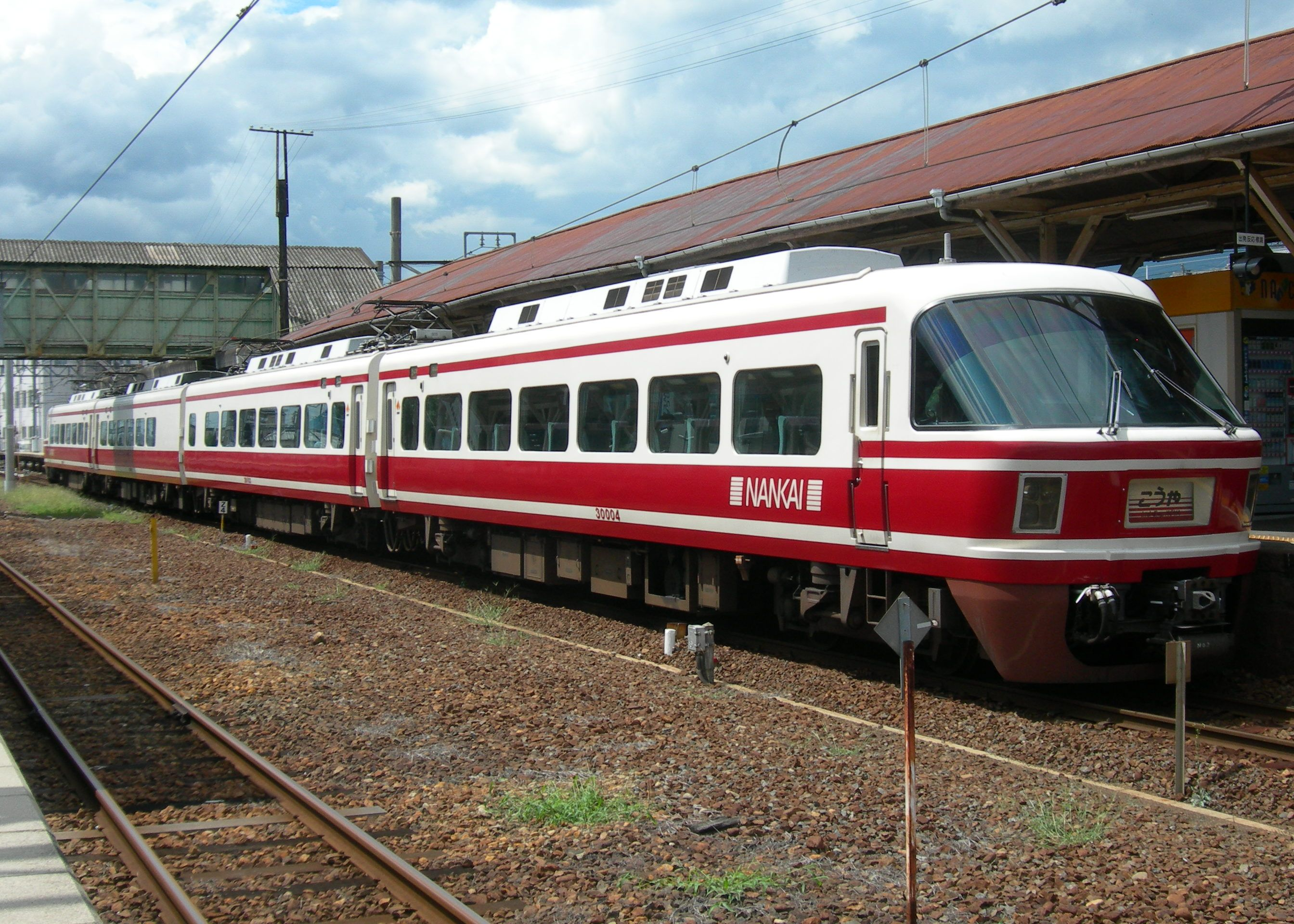
30000系
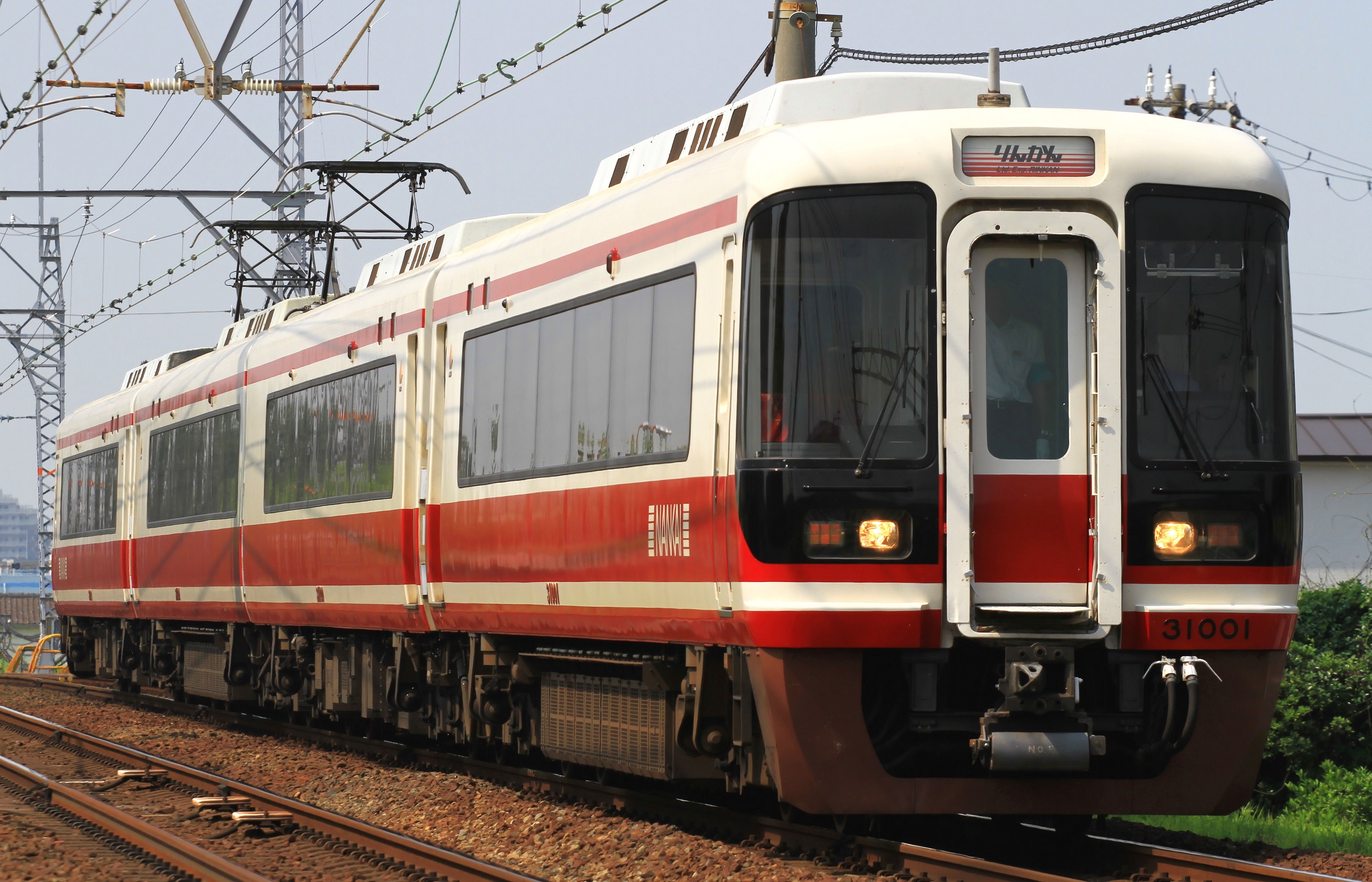
31000系
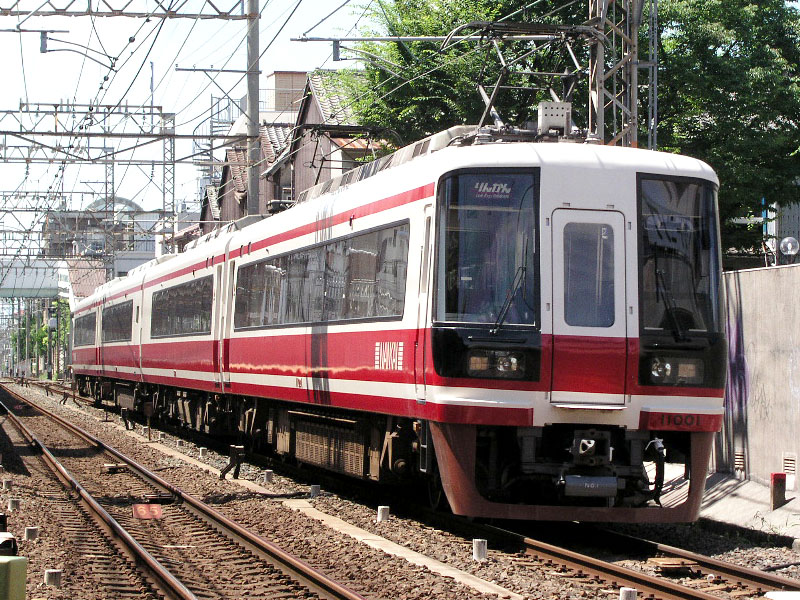
11000系 （圖中是為了配合31000系而把塗裝變更）

### 歷代專用車輛
- 1251形（日语：南海1251形電車）、KuHa1900號（日语：南海1900号電車）（1951年 - 1961年）
- 20000系（日语：南海20000系電車）（1961年 - 1985年）

## 歷史
- 1951年（昭和26年）7月7日：「高野號」開始運行。當初該列車為夏季臨時列車，並且沒有設定為任何列車類別。另外，在起點至終點站之間不停站行走[4][5]。
- 1952年（昭和27年）4月1日：「高野號」的列車類別定為「特急」[4][5]。
  - 7月19日：列車設定為座位指定制，並制定座位指定費用[6]。
- :當連結被稱為「貴賓車」的專用「KuHa1900形車輛」。
- 1955年（昭和30年）：「高野號」加停堺東站和橋本站[5]。
- 1961年（昭和36年）7月5日：使用車輛改用被稱為「豪華Zoom車（日语：ズームカー）」的20000系電動列車（日语：南海20000系電車）。
- :但是，當時只有1抽列車，加上多客時期會設有2個往返班次，因此當時的臨時列車會使用21000系電動列車（日语：南海21000系電車）（車門與車門之間為橫置座位）。另外，在淡季（即是冬季）時期暫停服務，以便進行車輛定期檢査。
- 1966年（昭和41年）12月1日：隨著新今宮站啟用，「高野號」加停該站。
- 1983年（昭和58年）6月26日：使用車輛改為30000系電動列車（日语：南海30000系電車）。同時開始停靠河內長野站。
- : 當時製造了2抽列車，因此可全年毎日行走。使列車在淡季期間設有2個往返班次，多客時期設有4個往返班次。另外，使用定期票的乘客只需要購入特急券也可乘車。
- 1985年（昭和60年）6月16日：開設行走於難波站至橋本站之間的座位指定特急列車。
- :該班次通稱「H特急」。另外，在車頭的方向幕會以兩行展示「特急　難波 - 橋本」。
- 1990年（平成2年）7月1日：「H特急」開始停靠林間田園都市站。
- 1992年（平成4年）11月10日：「H特急」被命名為「林間」，同時使用11000系電動列車（日语：南海11000系電車）行走「林間」班次[1]。另外，「林間」加停金剛站[1]。另一方面，「高野號」改名為「高野」，並加停林間田園都市站和金剛站。
- 1999年（平成11年）3月1日：「高野」、「林間」加班用的車輛31000系電動列車（日语：南海31000系電車）開始投入服務。同時廢除車內販賣服務。
- 2000年（平成12年）12月23日：「高野」、「林間」加停天下茶屋站。在平日繁忙時間，「林間」以8卡編成行走。同時，難波站至橋本站之間開始設有「高野」和「林間」結併列車行駛。在平日6時時段增加「林間」上行班次，在平日晚上11時時段增加「林間」下行班次[7]。
- 2001年（平成13年）7月7日：舉行「高野」開始運行50周年紀念活動。
- 2003年（平成15年）5月31日：增加「高野」和「林間」的禁煙車廂。
- 2005年（平成17年）10月16日：變更部分「高野」的出發時間與編成數目。星期六及假日早上部分列車以8卡編成。星期六及假日日間時段及黃昏時段增加「林間」班次。
- 2008年（平成20年）11月1日：增加「高野」和「林間」班次。
- :平日早上7時時段增加下行「林間」班次。在3月至10月的星期一、二、五增加限定班次。星期六及假日也加班，並把部分「林間」班次變為「高野」。
- 2011年（平成23年）9月1日：所有「高野」和「林間」班次的列車均為禁煙車廂[8]。
  - 9月5日 - 10月3日：受到強烈熱帶風暴塔拉斯吹襲日本而引發大雨影響，橋本站至紀伊清水站之間的紀之川橋梁上的路軌出現異常情況。在這個期間，「高野」以橋本站為終點站。（但列車愛稱仍然使用「高野」）
- 2013年（平成25年）10月26日：平日晚間增加「林間」班次。部分8卡編成列車改為4卡編成[9]。結併列車「高野‧林間」只剩下下行班次。
  - 12月18日 - 12月25日：在平日晚上10-11時時段，下行「林間」臨時停靠三日市町站[10]。
- 2015年（平成27年）3月1日 - 2016年2月：為了配合舉辦「高野山開創1200年紀念大法會」，設有以下安排[11]。
  - 3月1日起，30000系30001編成被名為「紅高野」；3月4日起，31000系被名為「黑高野」；3月23日起，30000系30003編成被名為「紫高野」（各編成的行走期間各有不同）。
  - 為了紀念活動，在3月1日起，於難波站服務中心（2樓中央剪券口）開始販賣「特急高野　高野山開創1200年特別款式　毛巾」，當中毛巾上印有「赤高野」圖案。
  - 在3月1日至12月23日之間，部分南海電鐵列車貼上了「高野山開創1200年貼紙」。
  - 12月5日：「林間」的車輛11000系電動列車開始同時行走同日新設的「泉北Liner」。使「林間」除了早上1個往返班次外，其他班次以4卡編成。結併列車「高野·林間」被廢除。
- 2017年（平成29年）8月26日：11000系電動列車改為只行走「泉北Liner」，不再行走「林間」。
  - 10月22日：受到颱風蘭恩吹襲日本影響，上古澤站站內的路基被沖毀，使「高野」橋本站至極樂橋站之間暫停服務，所有列車改為「林間」。
- 2018年（平成30年）3月31日：高野線全線重開，「高野」重開。
  - 11月26日：為了高野山纜車引入新型車輛與更新設備，「高野」橋本站至極樂橋站之間暫停服務，所有列車改為「林間」[12]。
- 2019年（令和元年）3月1日：新型車輛於高野山纜車開始投入服務以及更新設備工程完成，「高野」重開。
- 2022年（令和4年）
  - 5月27日：在清晨時份，一抽30000系30001編成列車在小原田車廠（日语：小原田検車区）內行走時發生出軌事故[13]。使同一日起至30日之間，所有「高野」和「林間」班次暫停服務，這些班次變為自由席特急，使用同一時間表行走[2]。同時安排了退特急票服務[14]。隨後在31日起，部分「高野」和「林間」班次重開，但是編成數有所減少，而部分列車仍然為自由席特急[15][16][17][18]。
  - 11月3日 - 「泉北Liner」開始使用50000系（日语：南海50000系電車），釋出的11000系開始行走「林間」，使所有列車重開，不再開辦自由席特急班次[19]。但是，部分「高野」班次仍然暫停服務[20]。

## 注腳
1. 1 2 3  . 交通新聞 (交通新聞社). 1992-10-13: 2 （日语）.
2. 1 2  . 鐵道新聞. 鐵道迷. 2022-05-28  [2023-03-15]. （原始内容存档于2023-03-13）.
3. ↑  南海特急“りんかん”の話題 （页面存档备份，存于）（日語） - 交友社《鐵道迷》railf.jp鐵道新聞 2023年1月13日
4. 1 2  南海電気鉄道, : 678, 1985 （日语）
5. 1 2 3  . 鐵道畫刊 (電気車研究会). 2008, (2008年8月臨時増刊号): 142-143 （日语）.
6. ↑  南海電気鉄道, : 679, 1985 （日语）
7. ↑  . 関西の鉄道 (関西鉄道研究会). 2001-06, (41): 94-95 （日语）.
8. ↑  南海電鉄の特急列車を9月1日から全面禁煙としますPDF（日語） - 南海電鉄 2011年5月30日
9. ↑  10月26日から「高野線」のダイヤを変更しますPDF（日語）
10. ↑  . 南海電気鉄道.   [2022-02-01]. （原始内容存档于2013-12-12） （日语）.
11. ↑  「特急こうや 高野山開創1200年特別仕様」3編成（赤こうや・黒こうや・紫こうや）を運行します！PDF（日語）　- 南海電氣鐵道 2015年1月28日
12. ↑  . 南海電気鉄道.   [2018-11-24]. （原始内容存档于2019-02-01） （日语）.
13. ↑   (PDF). 南海電気鉄道. 2022-05-27  [2022-05-27]. （原始内容存档 (PDF)于2022-11-17） （日语）.
14. ↑   (PDF). 南海電気鉄道. 2022-05-27  [2022-05-28]. （原始内容存档 (PDF)于2022-05-30） （日语）.
15. ↑  . 南海電気鉄道.   [2022-05-28]. （原始内容存档于2023-03-20）.
16. ↑  PDF（日語）
17. ↑  PDF（日語）
18. ↑  PDF（日語）
19. ↑  南海「ラピート」まさかの運用変更 「泉北ライナー」に登用 高野線特急の事故から玉突き変更（日語） Trafficnews，2022年9月30日（2022年12月23日參閱）。
20. ↑  特急こうやの一部運休と運転区間の変更について （页面存档备份，存于）（日語） 南海電氣鐵道，2022年9月30日（2022年12月23日參閱）。